# Rosariense Clube da Ribeira Grande
El Rosariense Clube da Ribeira Grande es un equipo de fútbol de Cabo Verde, de la ciudad de Ribeira Grande, perteneciente al municipio de Ribeira Grande, en la isla de Santo Antão. Juega en el campeonato regional de Santo Antão Norte.

## Historia
Ha sido campeón de la liga regional en tres ocasiones, que le ha permitido jugar el campeonato nacional dónde nunca ha pasado de la fase de grupos. En el año 2015 descendió a la segunda división. En la temporada 2017 fue una gran temporada donde finalizó en primera posición de la segunda división que le permitió retornar a la primera división y también quedó campeón de la copa.

## Estadio

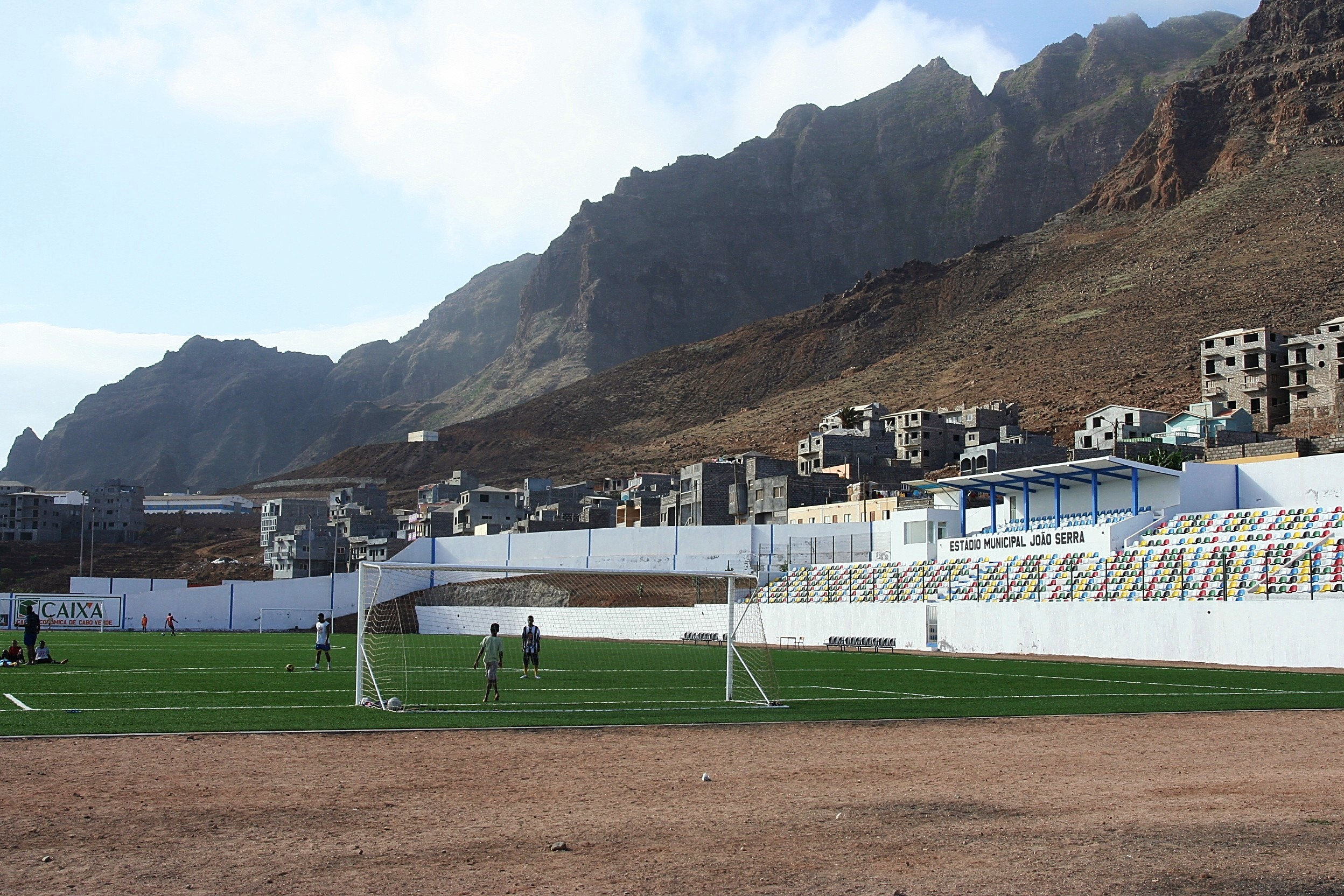
Estadio João Serra.

El  Rosariense Clube da Ribeira Grande juega en el estadio João Serra, el cual comparte con el resto de equipos del campeona, ya que en él se juegan todos los partidos del campeonato regional de Santo Antão Norte. Tiene una capacidad para 2 000 espectadores.

## Palmarés
- Campeonato Regional: 3

1997-98, 2006-07 y 2010-11.
- Copa Regional (Santo Antão Norte): 1

2017
- Supercopa (Santo Antão Norte): 1

2017